# Prodasineura autumnalis
Prodasineura autumnalis – gatunek ważki z rodziny pióronogowatych (Platycnemididae). Występuje w Azji – od północnych Indii i Nepalu po wschodnie Chiny i Jawę.